# Neuville-sur-Brenne
Neuville-sur-Brenne é uma comuna francesa na região administrativa do Centro, no departamento Indre-et-Loire. Estende-se por uma área de 6,88 km². Em 2010 a comuna tinha 940 habitantes (densidade: 136,6 hab./km²).